# Genay, Rhône
Genay là một xã thuộc tỉnh Rhône trong vùng Auvergne-Rhône-Alpes phía đông nước Pháp. Xã này nằm ở khu vực có độ cao trung bình 200 mét trên mực nước biển.
Genay có cự ly 20 km về phía bắc của Lyon.

## Giáp ranh
- Massieux
- Civrieux
- Neuville-sur-Saône

## Dân số
| 1962                                 | 1968 | 1975 | 1982 | 1990 | 1999 | 2006 |
| ------------------------------------ | ---- | ---- | ---- | ---- | ---- | ---- |
| 1458                                 | 1825 | 2359 | 3544 | 4029 | 4657 | 4817 |
| Từ năm 1962: Dân số không tính trùng |      |      |      |      |      |      |

The number of inhabitants is also shown in the graphic below.